# Androtion
Androtion (rođen oko 350. pr. Kr.), starogrčki filozof, političar i retor izuzetne snage i prodornosti. 